# إدارة الغضب (فلم)
إدارة الغضب هو فيلم كوميدي تم إنتاجه في الولايات المتحدة وصدر في سنة 2003. الفيلم من إخراج بيتر سيجال من بطولة آدم ساندلر وجاك نيكلسون وماريسا تومي ولويس غوزمان ووودي هارلسون.

## الميزانية والإيرادات
بلغت تكلفة إنتاج الفيلم حوالي 75 مليون دولار بينما حقق إيرادات تقدر بـ 195.7 مليون دولار.

## وصلات خارجية
- مقالات تستعمل روابط فنية بلا صلة مع ويكي بيانات